# Długie (Łódź-est)
Pour les articles homonymes, voir Długie.
Długie (prononciation [ˈdwuɡʲɛ]) est un village de la gmina de Koluszki, du powiat de Łódź-est, dans la voïvodie de Łódź, situé dans le centre de la Pologne.
Il se situe à environ 5 kilomètres à l'est de Koluszki (siège de la gmina) et 28 kilomètres à l'est de Łódź (siège du powiat et capitale de la voïvodie).
Sa population s'élevait à 211 habitants en 2011.

## Administration
De 1975 à 1998, le village était attaché administrativement à l'ancienne voïvodie de Piotrków.

Depuis 1999, il fait partie de la nouvelle voïvodie de Łódź.